# Mamady Diambou
Mamady Diambou, né le 11 novembre 2002 à Bamako au Mali, est un footballeur malien qui évolue au poste de milieu défensif au Red Bull Salzbourg.

## Biographie

### En club
Formé au Guidars FC au Mali, Mamady Diambou rejoint l'Autriche et signe en faveur du Red Bull Salzbourg le 4 janvier 2021, en même temps que deux autres de ses coéquipiers,.
Il est dans un premier temps intégré à l'équipe partenaire de Salzbourg, le FC Liefering, où il joue son premier match en professionnel, le 19 février 2021 contre le FC Blau-Weiß Linz, en championnat. Il est titularisé et son équipe s'incline par un but à zéro.
Diambou fait sa première apparition avec le Red Bull Salzbourg le 22 septembre 2021 contre le SC Kalsdorf en coupe d'Autriche. Il entre en jeu à la place de Rasmus Nissen Kristensen lors de ce match remporté largement par son équipe (8-0 score final). Il joue son premier match en première division autrichienne le 3 octobre 2021 contre le LASK Linz. Il entre en jeu à la place de Mohamed Camara et son équipe s'impose par trois buts à un. Il est sacré championnat d'Autriche à l'issue de cette saison 2021-2022, participant au neuvième sacre consécutif du RB Salzbourg.

## Palmarès

### En club
RB Salzbourg
- Championnat d'Autriche (2) :
  - Champion : 2021-22 et 2022-23.
  - Vice-champion : 2023-24.

- Coupe d'Autriche (1) :
  - Vainqueur : 2021-22.